# Citers
Citers é uma comuna francesa na região administrativa de Borgonha-Franco-Condado, no departamento de Alto Sona. Estende-se por uma área de 15,17 km². Em 2010 a comuna tinha 803 habitantes (densidade: 52,9 hab./km²).